# Diocesi di Cesarea di Numidia
La diocesi di Cesarea di Numidia (in latino: Dioecesis Caesariensis in Numidia) è una sede soppressa e sede titolare della Chiesa cattolica.

## Storia
Cesarea di Numidia nell'odierna Algeria, è un'antica sede episcopale della provincia romana di Numidia. È probabilmente identificabile con Hammamet (Youks-les-Bains in epoca coloniale), a 12 miglia da Theveste, dove nella Tavola peutingeriana si trova la località chiamata Ad aquas Caesaris; inoltre negli atti del martirio di san Massimiliano di Theveste si fa menzione del praepositus Caesariensis.
Unico vescovo attribuibile con certezza a questa diocesi africana è Domnico, il cui nome appare al 47º posto nella lista dei vescovi della Numidia convocati a Cartagine dal re vandalo Unerico nel 484; Domnico era già deceduto all'epoca della redazione di questa lista.
Secondo Mandouze, se Caesarianensis e Caesariensis designano la medesima località, a questa diocesi si potrebbe assegnare anche il donatista Cresconius Caesarianensis, che prese parte alla conferenza di Cartagine del 411, che vide riuniti assieme i vescovi cattolici e donatisti dell'Africa romana. In quest'occasione, la sede, a dire di Cresconio, non aveva un vescovo cattolico. A questa affermazione, rispose il cattolico Novato di Sitifi, sostenendo che in quella località esisteva una comunità cattolica con un proprio prete e una propria chiesa. Quest'intervento metterebbe in dubbio l'identificazione di Caesarianensis con Caesariensis, poiché, secondo Mandouze, si tratta di sedi poste in due province diverse: infatti Cesariana, vicina a Sitifi, apparterrebbe alla provincia della Mauritania Sitifense.
Altri autori identificano il borgo Ad aquas Caesaris della Tavola peutingeriana con il Vicus Caesari di cui si parla nelle opere di san Cipriano; se così fosse, a questa sede andrebbe assegnato anche il vescovo Gennaro (Ianuarius), che intervenne al concilio indetto a Cartagine nel 256 per discutere della questione relativa ai lapsi.
Dal 1933 Cesarea di Numidia è annoverata tra le sedi vescovili titolari della Chiesa cattolica; dal 26 maggio 1998 l'arcivescovo, titolo personale, titolare è Augustine Kasujja, già nunzio apostolico in Belgio e Lussemburgo.

## Cronotassi

### Vescovi residenti
- Gennaro ? † (menzionato nel 256)
  - Cresconio ? † (menzionato nel 411) (vescovo donatista)
- Domnico † (prima del 484)

### Vescovi titolari
- Giuseppe Della Cioppa † (1º aprile 1953 - 18 ottobre 1958 deceduto)
- Wacław Wycisk † (16 novembre 1958 - 22 marzo 1984 deceduto)
- Alberto Bovone † (5 aprile 1984 - 21 febbraio 1998 nominato cardinale diacono di Ognissanti in Via Appia Nuova)
- Augustine Kasujja, dal 26 maggio 1998